# Sonic the Hedgehog (serie de televisión)
Sonic the Hedgehog (titulada Sonic el erizo en España y simplemente Sonic en Hispanoamérica) es una serie de animación estadounidense que narra las aventuras de Sonic the Hedgehog. Es su segunda serie de animación creada para televisión. En Estados Unidos también es conocida por su título no oficial Sonic SatAm que es una fusión entre Saturday ('sábado' en inglés) y la abreviatura del primer periodo del día a. m., debido a que en ese país la serie solía emitirse los sábados por la mañana. La serie fue producida por DiC Entertainment, en colaboración con Sega of America, el canal italiano Reteitalia y el canal español Telecinco. Se emitió originalmente del 18 de septiembre de 1993 hasta mayo de 1995 ininterrumpidamente en USA. Esta serie posee un tono más oscuro y un argumento mucho más serio que su predecesora, contrastando claramente con el tono infantil y desenfadado de Adventures of Sonic the Hedgehog. Al igual que esta última, Sonic the Hedgehog ha sido aclamada tanto por público como crítica, siendo considerada como la mejor adaptación para TV de la mascota de Sega. Un ejemplo de ese tono más siniestro y serio es la adaptación del principal antagonista, el Doctor Robotnik. Mientras que en la primera serie aparecía como un torpe villano asistido por dos robots incompetentes a la par, en esta serie, sin embargo, se presenta como un malévolo dictador que ha logrado conquistar la amplia mayoría del planeta Mobius.

## Argumento
La historia se desarrolla en un planeta llamado Mobius. Un despiadado y tiránico científico llamado Dr. Ivo Robotnik (antes conocido como Julian Kintobor) ha invadido y conquistado la inmensa, pacífica y florida ciudad de Mobotrópolis, sede del rey de Mobius, con la ayuda de su fiel sobrino y sirviente Snively y todo un ejército de SWATbots (Roboguardias en España y Polirrobots en Hispanoamérica) de su creación. Mediante una gigantesca nave llamada El Destructor, ha conseguido tomar la región por completo, robotizar a todos sus habitantes haciendo de ellos sus esclavos y convertirla en la siniestra ciudad de Robotrópolis, una oscura ciudad infestada de máquinas, factorías, instalaciones tecnológicas, refinerías y polución permanente, pasando a ser esta su base de operaciones. Ahora el Dr. se dispone a conquistar y dominar el resto del planeta desde allí.
A su paso, logró robotizar también al brillante científico Sir Charles Erizo (también conocido como Tío Chuck y Doctor Erizo) y su perro Muttski. Charles fue en realidad el creador del Robotizador, una máquina que convierte a los seres vivos en robots y que Robotnik modificó para eliminar la personalidad y la voluntad de sus víctimas, haciéndolas leales a él. Esto permitió a Robotnik esclavizar a toda la población, dándole a la máquina un uso para el que no fue originalmente diseñada.
Solo Sonic, un erizo azul de un metro y medio de altura, sobrino de Charles y además, el ser vivo más rápido de su planeta podrá impedir los malvados planes del doctor. Sonic luchará junto a sus escasos compañeros que han logrado huir de la devastación de Robotnik, entre los que destacan la princesa Sally Acorn, valiente e inteligente, hija del rey de Mobius, quien posee una excepcional computadora portátil llamada Nicole que usa para analizar regiones y penetrar en sistemas informáticos y de defensa de Robotnik; Tails, un pequeño zorro de dos colas que ve a Sonic como un hermano mayor, y a quien espera parecerse algún día; Antoine, un coyote con acento francés muy cobarde y orgulloso; Bunnie la coneja, cuyas piernas y brazo izquierdo fueron robotizados, haciéndola muy fuerte; Rotor, una morsa capaz de crear los más variados inventos y Dulcy, una dragona verde de carácter sumamente infantil (que es agregada al equipo en la segunda temporada), capaz de lanzar fuego, hielo y humo, pero que tiene problemas al aterrizar. Todos ellos, haciéndose llamar Freedom Fighters (Guerrilleros de la Libertad en España y Luchadores de la libertad o Libertadores en Hispanoamérica) y maniobrando desde una villa llamada Knothole (La Guarida en España y Villa Escondida en Hispanoamérica) del Gran Bosque, tratarán de poner fin a las siniestras intenciones del Doctor y su ejército de máquinas y robots.

## Producción y estreno
Sonic the Hedgehog fue creada por DiC Entertainment en 1993, que produjo un total de 26 episodios (divididos en 2 temporadas), emitidos originalmente por la emisora americana ABC. Tras finalizar la producción, se retransmitió ininterrumpidamente en USA Network hasta 1995. Una tercera temporada estaba planeada para ser estrenada en 1995 pero ABC canceló el programa, Se lanzó en DVD en Estados Unidos y Reino Unido en 2007.
En 1996 se estrenó un especial de su antecesora llamado Sonic Christmas Blast (titulada en español Sonic: Explosión sónica navideña) que contiene elementos de esta serie (incluyendo a la Princesa Sally, aunque con un diseño temprano).

### Emisión en España
En España se estrenó a finales de 1993 en el canal Telecinco, emitiéndose en programación matinal (7-8 h) hasta 1995. Después, el canal privado KidsCo la retransmitió entre los años 2008 y 2009. Dicho canal recuperó y emitió de nuevo la serie desde 2011 a 2013.
A pesar de que la serie contó de un total de 26 episodios, distribuidos en dos temporadas diferenciadas, en España sólo se tradujo y dobló al castellano la primera de ellas, haciendo un total de solo 13 episodios emitidos en España, se desconocen las verdaderas razones del porqué de esta situación.
Este hecho supone que la segunda temporada de esta serie sea la única que permanezca sin doblar de todas las series de animación protagonizadas por el personaje de Sega en España.

## Reparto
| Personaje                        | Actor original                                                   | Actor de doblaje              | Actor de doblaje                                                             |
| -------------------------------- | ---------------------------------------------------------------- | ----------------------------- | ---------------------------------------------------------------------------- |
| Sonic                            | Jaleel White                                                     | Rafael Alonso Naranjo Jr.     | Jorge Roig Jr. (primera temporada) Sergio Gutiérrez Coto (segunda temporada) |
| Sonic (niño)                     | Tahj Mowry                                                       | Rafael Alonso Naranjo Jr.     | Jorge Roig Jr. (primera temporada) Sergio Gutiérrez Coto (segunda temporada) |
| Sally Acorn                      | Kath Soucie                                                      | Eva Díez                      | Elsa Covián                                                                  |
| Sally Acorn (niña)               | Dana Hill                                                        | Eva Díez                      | Elsa Covián                                                                  |
| Nicole                           | Kath Soucie                                                      | Isacha Mengíbar               | Ruth Toscano                                                                 |
| Bunnie Rabbot                    | Christine Cavanaugh                                              | Amparo Bravo                  | Irma Carmona                                                                 |
| Antoine                          | Rob Paulsen                                                      | Iván Muelas                   | Ricardo Tejedo                                                               |
| Snively                          | Frank Welker                                                     | Julio Sanchidrián             | Ricardo Tejedo                                                               |
| Doctor Robotnik/Doctor Mostachón | Jim Cummings                                                     | Carlos Revilla                | Maynardo Zavala                                                              |
| Dulcy                            | Cree Summer                                                      | ¿?                            | Anabel Méndez                                                                |
| Tails/Colitas                    | Bradley Pierce                                                   | Chelo Vivares                 | Maru Guzmán                                                                  |
| Rotor                            | Mark Ballou (primera temporada) Cam Brainard (segunda temporada) | Fernando Elegido              | Eduardo Tejedo                                                               |
| Sir Charles Erizo/Tío Chuck      | William Windom                                                   | Eduardo Moreno                | Guillermo Coria                                                              |
| Cat                              | David Doyle                                                      | ¿?                            | ¿?                                                                           |
| Rey de Mobius                    | Tim Curry                                                        | ¿?                            | César Soto                                                                   |
| Ari                              | Dorian Harewood                                                  | ¿?                            | Armando Coria                                                                |
| Naugus                           | Michael Bell                                                     | ¿?                            | Juan Alfonso Carralero                                                       |
| Rosie                            | April Winchell                                                   | ¿?                            | ¿?                                                                           |
| Guardián de Lazaar               | ¿?                                                               | Daniel Dicenta                | ¿?                                                                           |
| Mago Lazaar                      | ¿?                                                               | Julio Núñez                   | ¿?                                                                           |
| Robot saxofonista                | ¿?                                                               | Francisco Javier García Sáenz | ¿?                                                                           |
| Griff                            | ¿?                                                               | Juan Antonio Arroyo           | ¿?                                                                           |
| Muttski                          | ¿?                                                               | ¿?                            | Ricardo Tejedo                                                               |
| Estudio de doblaje               | N/A                                                              | Estudios Abaira               | Sonomex                                                                      |

## Videojuego cancelado
En una entrevista con Peter Morawiec, uno de los programadores de Sega y creador del videojuego Comix Zone, afirmó haber desarrollado un prototipo de un videojuego basado en la continuidad de esta serie, usando un motor completamente distinto a los videojuegos de Sonic tradicionales de Mega Drive y Game Gear. Hubiera sido la segunda vez que personajes de dibujos animados exclusivamente aparecerían en un videojuego protagonizado por Sonic y, posiblemente, el primer videojuego en el que aparecerían las versiones animadas de Robotnik y Snively. En el vídeo que aparece en Enlaces externos se menciona que el videojuego sería de 16 bits, con sprites y escenarios en 32 bits.

## Recepción
Sonic the Hedgehog inicialmente se ubicó en el puesto 9º en su franja horaria con un índice de audiencia de 5.2, un estimado de 4.8 millones de espectadores.
Luke Owen de Flickering Myth sintió que Sonic envejecía mejor que lo que a menudo se supone, elogiando sus caracterizaciones y tratamiento de la guerra bien ejecutados, aunque él consideraba a Antoine como "uno de los peores personajes comprometidos con una serie de dibujos animados". El experiodista de The Escapist Bob Chipman atribuyó a la serie el hecho de proporcionar una versión amenazante viable del Doctor Robotnik y una narrativa atractiva. Bob Mackey de USgamer escribió que los guiones de la serie no estaban a la altura de su fascinante premisa. En particular, argumentó que el personaje de Antoine perpetró estereotipos franceses negativos. 
A medida que pasaron los años, la serie sumó un gran número de seguidores y comenzó a ganar grandes elogios. Doug Walker de Channel Awesome consideró la serie "un gran espectáculo", y mejor de lo que recordaba. Lo elogió por "literalmente tomar nada y convertirlo en algo", con una historia sólida y un buen desarrollo de personajes, así como un mensaje ambiental sutil.